# Weet je nog die slow
Weet je nog die slow is een single van de Belgische zanger Willy Sommers uit 1972. Het stond in 1973 als derde track op het album Willy Sommers.

## Achtergrond
Weet je nog die slow is geschreven en geproduceerd door Roland Verlooven. Het is een belpopnummer waarin de liedverteller terugblikt op een avond dat hij met een vrouw heeft gedanst. Het is een van Sommers' grootste hits in zijn eigen land. De B-kant van de single is Kleine vlinder, eveneens geschreven en geproduceerd door Verlooven. 

## Hitnoteringen
Sommers had in België groot succes met het lied. Het kwam in de Vlaamse Ultratop 50 tot de eerste plaats, waar het twee weken op stond. In totaal stond het lied zeventien weken in deze hitlijst. Het is anno 2022 het enige lied van Sommers dat de eerste plaats in de Ultratop 50 heeft bereikt.

## Andere versies
In 1972 werd het lied geparodieerd door De Strangers onder de titel Wette nog die flaa. In 1974 probeerde Sommers ook nog succes te hebben met een Franstalige versie van het lied. Deze versie heette Doucement c'est un slow. Een hit in het Franstalig taalgebied werd het niet.  